# Batracomorphus chlorophanoides
Batracomorphus chlorophanoides är en insektsart som beskrevs av Rauno E. Linnavuori och Quartau 1975. Batracomorphus chlorophanoides ingår i släktet Batracomorphus och familjen dvärgstritar. Inga underarter finns listade i Catalogue of Life.